# La Chaise-Baudouin
 La Chaise-Baudouin  là một xã thuộc tỉnh Manche trong vùng Normandie tây bắc nước Pháp. Xã này nằm ở khu vực có độ cao trung bình 187 mét trên mực nước biển.